# Bulbophyllum melloi
Bulbophyllum melloi é uma espécie de orquídea (família Orchidaceae) pertencente ao gênero Bulbophyllum. Foi descrita por Guido Frederico João Pabst em 1977.